# مجموعه بیرم‌آباد
مجموعه بیرم آباد مربوط به دوره صفوی است و در کرمان، قسمت شرقی شهر، حد جنوبی کوه‌های شرقی واقع شده و این اثر در تاریخ ۸ اسفند ۱۳۷۷ با شمارهٔ ثبت ۲۲۶۹ به‌عنوان یکی از آثار ملی ایران به ثبت رسیده است.